# Cláudia
Cláudia is een gemeente in de Braziliaanse deelstaat Mato Grosso. De gemeente telt 11.148 inwoners (schatting 2009).
De gemeente grenst aan Itaúba, Nova Santa Helena, Santa Carmem, Sinop en União do Sul.